# Phonologie
Die Phonologie (außerfachsprachlich auch Fonologie; von altgriechisch φωνή phōnḗ, deutsch ‚Laut‘ ‚Ton‘, ‚Stimme‘, ‚Sprache‘ und λόγος lógos, deutsch ‚Lehre‘) ist ein Teilgebiet der Sprachwissenschaft. Sie ist innerhalb der Sprachwissenschaft vor allem von der Phonetik abzugrenzen: Während die Phonetik die eher konkreten Eigenschaften der Sprachlaute untersucht, also ihre akustische Beschaffenheit, Artikulation und Wahrnehmung, beschäftigt die Phonologie sich mit der Funktion der lautlichen Einheiten für das Sprachsystem der einzelnen Sprachen. Sie stellt somit einen Teilbereich der Grammatik dar, betrachtet die Sprachlaute also auf einer abstrakteren Ebene.
Zu den zentralen Aufgabengebieten der Phonologie gehört das Ermitteln von distinktiven Merkmalen und dem Phoneminventar einer Sprache und andere Fragen in der Analyse der Lautsegmente, sowie die Struktur der größeren lautlichen Einheiten von der Silbe bis hin zur rhythmischen Gliederung und Intonation von Sätzen. Die Methoden der lautsprachlichen Phonologie übertragen sich analog auch auf die Analyse von Gebärdensprachen.
Als Begründer der Phonologie in Europa gelten die Russen Nikolai Sergejewitsch Trubetzkoy und Roman Jakobson. In den USA haben Edward Sapir und Leonard Bloomfield grundlegende Arbeiten verfasst.

## Terminologie und Abgrenzung von der Phonetik
Phonologie hat eine Vielzahl alternativer Namen; Metzlers Lexikon der Sprache nennt: funktionelle Phonetik, funktionale Phonetik, Phonematik, Phonemik, Phonemtheorie, Sprachgebildelautlehre. Dabei ist Phonemik wegen des gewünschten Parallelismus zu Phonetik noch relativ verbreitet. Allerdings gibt es für Phonemik und Phonematik auch eine Vielzahl abweichender Begriffsbildungen.
Phonologie wird häufig auch für das Lautsystem einer Einzelsprache gebraucht. In der Geschichte der Phonologie hat sich der Fokus der Forschung von der segmentalen Phonologie zunehmend auf Einheiten oberhalb des Phonemsegments verschoben.

## Grundbegriffe und Aufgabenbereiche der Phonologie

### Minimalpaare und Phoneme
Die Phonologie untersucht unter anderem, welche Laute unter welchen Bedingungen Wörter voneinander unterscheiden können. In einem Wortpaar wie „Bass – Pass“ hängt die Unterscheidung der Wörter allein an den beiden Anlauten. Diese Gegenüberstellung illustriert also die Methode der Minimalpaare: Gegenüberstellungen von Wörtern, die sich nur durch einen einzigen Kontrast unterscheiden. So zeigen sich die kleinsten bedeutungsunterscheidenden Einheiten, Phoneme genannt. Das Minimalpaar „Bass – Pass“  weist also den Phonem-Status von /⁠b⁠/ und /⁠p⁠/ nach (Phoneme werden zwischen Schrägstrichen notiert; ihre lautlichen Realisierungen, die Phone, dagegen in eckigen Klammern).
Diese unterscheidende Funktion der Laute, nach der die Phonologie fragt, ist zu trennen von der phonetischen Beschreibung der Laute, welche deren physikalische Lautgestalt, Artikulation und Wahrnehmung zum Inhalt hat. Es ist Sache jeder einzelsprachlichen Grammatik festzulegen, welche der vielen Lautunterschiede, die man in der Sprache phonetisch feststellen kann, unterscheidende Kraft haben und welche nicht.
An die Bestimmung von einzelnen Phonemen schließt sich als Forschungsgegenstand der Phonologie z. B. die Frage an, welche Gesetzmäßigkeiten sich über den Aufbau von Phoneminventaren in den Sprachen der Welt formulieren lassen (dies bildet ein Beispiel für den allgemeineren Forschungsgegenstand der phonologischen Universalien).

### Distinktives Merkmal
Phoneme werden nicht als elementare Einheiten gesehen, sondern sie setzen sich ihrerseits aus Merkmalen zusammen. Man kann feststellen, dass z. B. das Minimalpaar „Bass – Pass“ in gewisser Weise noch „minimaler“ ist als ein Paar „Pass – nass“. Denn der Unterschied „Bass – Pass“ liegt nur in der Stimmhaftigkeit der Anlaute, wogegen bei „Pass – nass“ auch noch der Artikulationsort verschieden ist (Lippen bzw. Zungenspitze + Gaumen) und auch der Weg, durch den die Luft entweicht (durch den Mund bzw. durch die Nase). Daher kann der Gegenstand der Phonologie auch direkt in den einzelnen Merkmalen der Phoneme gesehen werden, den distinktiven Merkmalen. Hierbei unterscheidet man beispielsweise „Oberklassenmerkmale“ (wie „konsonantisch“ oder „sonorantisch“) von „laryngalen Merkmalen“ (wie etwa Stimmhaftigkeit oder Aspiration), den Merkmalen der Art der Artikulation (z. B. Nasalität) und den Merkmalen des Ortes der Artikulation (z. B. Labialität). Merkmale können entweder binär (z. B. Stimmhaftigkeit kann [+sth] oder [-sth] sein) oder, nach manchen Theorien, auch privativ, also entweder vorhanden oder nicht vorhanden sein. Letzteres trifft vor allem bei den Merkmalen zu, die darauf Bezug nehmen, wo die Laute artikuliert werden, also bei Ortsmerkmalen wie [labial], [dorsal] etc. Solche Merkmale sind nicht + oder –, sondern vorhanden oder nicht vorhanden. Zum Teil schließen sie sich auch gegenseitig aus. Laute können demnach als Matrix von verschiedenen Merkmalen dargestellt werden (lineare Phonologie; segmentale Phonologie).

### Phonologisches Lexikon
Die Phonemzusammensetzung eines Wortes (bzw. eigentlich Lexems) ist Teil unseres Wissens über Wörter; die Notwendigkeit, dies zu speichern, führt zur Existenz einer phonologischen Abteilung im mentalen Lexikon (phonologisches Lexikon). Wiederum bildet aber diese phonologische Form des Wortes eine Abstraktion gegenüber der tatsächlichen phonetischen Realisierung, die man als Sprecher bildet oder mit der man als Hörer konfrontiert wird. Zum Beispiel enthält im Deutschen die phonologische Darstellung des Wortes „Lob“ die Abfolge der Phoneme /⁠l⁠/, /⁠o:⁠/ (= langes o) und /⁠b⁠/. Wenn aber das stimmhafte /b/ bei der Aussprache im Auslaut steht, wird es als das Phon [⁠p⁠] stimmlos realisiert (die sogenannte Auslautverhärtung). Wird eine Form des Wortes „Lob“ gebraucht, die noch eine Endung besitzt, wie in „(des) Lobes“ und steht daher /b/ nicht mehr im Auslaut, so ist die Aussprache [⁠b⁠], d. h. das Phonem /b/ zeigt sich hier in seiner zugrundeliegenden Form. Die phonologische Repräsentation eines Wortes abstrahiert also über verschiedene Aussprachevarianten eines Phonems.
Die Auslautverhärtung gilt nicht nur für das einzelne Phonem /b/ wie im obigen Beispiel, sondern für die gesamte Klasse der Obstruenten, die durch ein distinktives Merkmal definiert ist.
Die phonologische Repräsentation kann noch in einem anderen Sinn abstrakt sein, nämlich indem sie Einheiten enthält, die unterspezifiziert sind, d. h. die zwar einzelne Merkmale tragen, aber noch nicht alle Merkmale, die nötig wären, um ein bestimmtes Phonem zu identifizieren. Es kann demnach sein, dass phonologische Repräsentationen erst im Zuge der Verwendung bzw. des Sprachverstehens mit Merkmalen aufgefüllt werden.
1982 publizierte der Linguist Paul Kiparsky, Sohn von Valentin Kiparsky, die Theorie der Lexikalischen Phonologie, die morphologische Ebenen kennzeichnet und zwischen der Phonologie im Lexikon, also in Anwendung auf einfache und komplexe Wörter, und der Phonologie außerhalb des Lexikons, also z. B. auf Wortverbindungen, unterscheidet.

### Silbe und Prosodische Phonologie
Die Organisation der Segmente in Silben und die Phonologie der Töne in Tonsprachen sind für die Erweiterung der Phonologie zentral. Die Silbe ist eine Einheit von Lauten, die zusammenhängend artikuliert werden, wie die vier Silben in De-mo-kra-tie. Mit der Analyse von Silbenstrukturen, aber auch mit den Eigenschaften von größeren phonologischen Einheiten und Phänomenen wie Betonung, Phrasierung und Intonation beschäftigt sich die Prosodische Phonologie.

### Phonologische Regeln und Prozesse
Das obige Beispiel der Auslautverhärtung ist bereits eine Illustration für einen weiteren Aufgabenbereich der Phonologie, nämlich die Entwicklung phonologischer Regeln, die Variation in den lautlichen Erscheinungen erklären, so zum Beispiel auch die Verteilung von [⁠ç⁠] und [⁠x⁠] oder die Vokalharmonie, wie sie etwa im Türkischen, Finnischen oder Ungarischen existiert.
Weiterhin sollen phonologische Prozesse erklärt werden, wie
- Assimilation (Angleichung eines Segments in bestimmten Merkmalen)
- Dissimilation (Entähnlichung zweier oder mehrerer ähnlicher Laute innerhalb eines Wortes)
- Epenthese (Hinzufügung von Segmenten),
- Synkope und Apokope u. a.
- Elision (Tilgung)
- Neutralisation (Aufhebung von Kontrasten)

## Segmentierung
Die Phonologie setzt häufig eine Analyse auf Segmentebene voraus; das heißt, sie verwendet Konsonanten und Vokale o. Ä. Diese einfache Version der Phonologie wird auch als „Phonemik“ bezeichnet. Ihr ergänzend gegenüber steht die „nicht-lineare“, „suprasegmentale“ oder „prosodische Phonologie“, teilweise Prosodie genannt. Dieser holistischere Ansatz stellt die Merkmale in Merkmalsbäumen dar und strebt an, Sprachen, in denen Tonhöhe oder Tonverlauf auf lexikalischer Ebene bedeutungsunterscheidend sind (z. B. chinesischen Sprachen), adäquat zu beschreiben.
Zur suprasegmentalen oder prosodischen Phonologie gehören auch die Phänomene der Akzentuierung auf Wort-, Phrasen- und Satzebene.

## Optimalitätstheorie in der Phonologie
Die optimalitätstheoretische Betrachtung der Phonologie gibt den Begriff der phonologischen Regel auf und arbeitet stattdessen mit dem Begriff Constraint (Beschränkung). Als Constraints werden Aussagen über die phonologische Oberflächenebene bezeichnet, die Tendenzen in den Grammatiken von Sprachen darstellen. Diese Beschränkungen gelten als universell gültig; die Unterschiede zwischen Sprachen werden durch eine sprachspezifische Rangordnung der Beschränkungen erfasst. So kann die Beschränkung, dass Silben einen Anlautkonsonanten haben sollen, in der einen Sprache hochrangig eingeordnet sein, in einer anderen Sprache ist sie niedrigrangig eingeordnet. Die Begründer der Optimalitätstheorie sind der Linguist Alan Prince und der Kognitionswissenschaftler Paul Smolensky.
Weitere wichtige Begriffe der Optimalitätstheorie sind Markiertheit und Treue (faith), welche als zwei konkurrierende Tendenzen innerhalb von Sprachen existieren. Treue bezeichnet die Tendenz von Sprachen, lexikalische Kontraste bestehen zu lassen. Die Kurzbezeichnung Markiertheit bezeichnet hier die Tendenz, Markiertheit in sprachlichen Strukturen zu vermeiden. Eine Silbe ohne einen Anlautkonsonanten würde z. B. eine markierte Struktur bedeuten.